# 黒の城の死闘
『黒の城の死闘』はHBO(日本ではスター・チャンネルが放送)のファンタジー・ドラマ・シリーズである『ゲーム・オブ・スローンズ』の第4章『戦乱の嵐-後篇-』の第9話である。プロデューサーでもあるデイヴィッド・ベニオフ と D・B・ワイスによって、原作『剣嵐の大地』に基づいて脚本が書かれ、ニール・マーシャルが監督した。
マーシャルが監督した第二章の『ブラックウォーターの戦い』と同様に、本エピソードは一つのストーリーラインだけを描き、〈壁〉の〈黒の城〉 (カースル・ブラック)に対する〈野人〉の攻撃と、ジョン・スノウと〈冥夜の守人〉による防衛を描く。〈冥夜の守人〉は〈野人〉を撃退するが、〈野人〉は依然として大勢力を保つ。イグリットはジョンの腕の中で死ぬ。

## あらすじ

### 〈壁〉
差し迫る攻撃に備えて見張りをしながら、ジョン・スノウ(キット・ハリントン)とサム(ジョン・ブラッドリー)は〈壁〉の上を歩き、〈野人〉の仲間であった時の、ジョンとイグリット(ローズ・レスリー)との関係について語る。付近のキャンプでは、ゼン族の皮装者が梟を使って〈壁〉の様子を探る。イグリットは、ジョンは自分のものだと言い、自分が殺すと主張する。〈壁〉の南に隣接した〈黒の城〉の図書室ではサムとメイスター・エイモンがジリ(ハンナ・マリー)のことを話す。直後に、モウルズ・タウン(土竜の町)の襲撃でイグリットに見逃されたジリが〈黒の城〉にやって来る。そこに角笛が二度吹かれ、マンス・レイダーの軍の到着を知らせる。ジョンは〈壁〉の北を眺め、炎が広がるのを見る。10万の〈野人〉に対し、わずか100人の〈冥夜の守人〉たちは戦いの準備を終える。サムは食料庫にジリと子を隠し、別れのキスをした後、防御に加わるために去る。
イグリットは〈黒の城〉の南側の門を偵察して防御が手薄であると報告し、ゼン族の族長スターは攻撃を命じる。総帥代理のサー・アリザー・ソーンが射手達に弓をつがえさせた時、再び角笛が吹かれて〈壁〉が南北両側から攻められていることが分かる。アリザーは〈壁〉の指揮をジャノス・スリントに任せ、〈壁〉の南側の城に向かう。ジャノス・スリントが指揮官の器でないことが分かり、グレンはジャノスが城で必要とされていると嘘をつく。ジャノスは〈壁〉から降りて食料庫に隠れ、ジョンが指揮を執る。北側では巨人とマンモスが巨大な門を引きずり倒そうとし、ジョンはグレンと5人の男を送って門に続く通路を守らせる。南側では、アリザーが奮闘するも〈巨人殺しのトアマンド〉と戦って負傷し、手当てを受けるために運び出される。サムはピップが殺されるのを見て、中庭を走り抜ける間に石弓でゼン族の〈皮装者〉を殺し、〈壁〉を登る。サムは頂上に着いてジョンに城の中庭での出来事を語り、ジョンはエッドに〈壁〉を任せて離れる。
ジョンは城に降り、仲間たちとダイアウルフのゴーストを指揮して戦い、傷を負いながらもゼン族のスターを倒す。イグリットはジョンに会って矢を向けるが躊躇し、イグリットに父を殺された男の子オリー(『奴隷解放者』)に背後から射られて、ジョンの腕の中で死ぬ。トアマンドは矢を何本も受け、ジョンの命令で捕虜とされる。〈壁〉の上ではエッドが防衛に成功し、〈野人〉はひとまず撤退するように見えるが、いまだに圧倒的な兵の数を保つ。翌朝、ジョンは〈壁〉の北に行きマンスを殺すとサムに語る。二人は北門へと続く通路を歩き、グレンと仲間たちが巨人を倒しながらも死んでいるのを見つけ、ジョンは死体を焼くようにサムに言う。ジョンは剣ロングクロウをサムに渡し、〈壁〉の北側へと通路を進む。

## 製作

### 脚本
原作第三部『剣嵐の大地の第55、64、69章に基づいて、デイヴィッド・ベニオフ と D・B・ワイスが脚本を書いた。

## 評判

### 視聴者数
本エピソードは初回放送で695万人に視聴され、同夜の再放送はさらに97万人に視聴された。

### 賞
本エピソードによって、ニール・マーシャルは2014年プライムタイム・エミー賞監督賞ドラマ部門にノミネートされたが受賞は逃した。

## 参照
1. ↑  Bibel, Sara (2014年6月10日). “Sunday Cable Ratings: 'Game of Thrones' Wins Night, 'Keeping Up With the Kardashians', 'Devious Maids', 'Veep', 'Turn' & More”. TV by the Numbers. 2014年6月10日閲覧。